# Kelsey Bone
Kelsey Renee Bone (Houston, 31 dicembre 1991) è una cestista statunitense, professionista nella WNBA.

## Carriera
È stata selezionata dalle New York Liberty al primo giro del Draft WNBA 2013 (5ª scelta assoluta).

## Palmarès
- WNBA Most Improved Player (2015)
- WNBA All-Rookie First Team (2013)